# Gitta Lind
Gitta Lind (17 de abril de 1925 - 9 de noviembre de 1974) fue una cantante alemana de género schlager, cuya carrera se desarrolló principalmente en los años 1950.

## Biografía
Nacida en Tréveris, Alemania, su verdadero nombre era Rita Gracher. Primero estudió ballet en el Stadttheater de su ciudad natal, y a los 17 años de edad decidió dedicarse a cantar, recibiendo formación, entre otros, de Maria Ivogün como soprano de coloratura. En febrero de 1944 obtuvo su primer compromiso como cantante en Radio Luxemburg. Decidió tomar el nombre artístico de „Gitta Lind“ como homenaje a sus ídolos, la cantante y actriz húngara Gitta Alpar y Jenny Lind, una cantante sueca.
Finalizada la Segunda Guerra Mundial, Lind cantó en la recién fundada emisora Nordwestdeutscher Rundfunk, en Hamburgo. A petición de Erwin Lehn, de la emisora Süddeutscher Rundfunk, se mudó a Stuttgart. En 1948 Gitta Lind obtuvo su primer contrato para grabar para Teldec. Su primer éxito fue Blumen für die Dame, compuesto por el entonces desconocido Heinz Gietz, con texto de Joachim Fuchsberger.
Tras fallecer su primer marido, en 1951 viajó a Múnich para trabajar con la orquesta de la emisora Bayerischer Rundfunk, en la cual conoció al locutor Joachim Fuchsberger, con quien se casó ese mismo año. La pareja se divorció a los dos años y medio, en 1954. La cantante se casó en cuatro ocasiones, siendo su último esposo el pedagogo estadounidense Stanley Brown, con el que tuvo una hija, la actriz Carolin Brown.
Gitta Lind también actuó en varias películas de género musical, entre ellas Skandal im Mädchenpensionat, dirigida en 1953 por Erich Kobler, y Schlagerparade. Además, participó en la grabación de varias operetas, como hizo para WDR bajo la dirección de Franz Marszalek con La posada del Caballito Blanco, Viktoria und ihr Husar, Der süße Kavalier,  Schwarzwaldmädel, Maske in Blau, Meine Schwester und ich y Hochzeitsnacht im Paradies, actuando con Johannes Heesters.
Además de sus grabaciones, Gitta Lind viajó en gira con los artistas Vico Torriani y René Carol y actuó en el show de Peter Frankenfeld. Su mayor éxito fue „Weißer Holunder“, gracias al cual obtuvo un disco de oro. Lind grabó también a dúo con Vico Torriani y Hans Clarin. Tuvo un especial éxito su dúo con Christa Williams y la canción My Happiness (Immer will ich treu dir sein). Sin embargo, fracasó en su intento en darse a conocer internacionalmente con el nombre artístico de Issy Pat, cantando temas como Adi-Adios Amigo, Oh, Jack o Wer küßt mich?.
Lind optó a representar a Alemania en el Festival de la Canción de Eurovisión 1958 con el tema Etwas leise Musik, en el Festival de la Canción de Eurovisión 1960 con la canción Auf der Straße der Träume, y en el Festival de la Canción de Eurovisión 1964 con Ein Chanson in der Nacht, aunque los elegidos fueron otros intérpretes.
Con un capital equivalente a 50.000 euros, en 1972 fundó en Múnich, junto a Fred Bertelmann, una Escuela-Show, la primera de Alemania, en la cual enseñaron a jóvenes talentos artistas como Joachim Fuchsberger y Hans-Joachim Kulenkampff.
En el programa musical de Zweites Deutsches Fernsehen de 1973 Der Wind hat mir ein Lied erzählt, con Peter Frankenfeld, Gitta Lind apareció por vez última en televisión. Ella falleció en noviembre de 1974 en Tutzing, Alemania, a causa de un cáncer. Fue enterrada en el Cementerio Hauptfriedhof de esa ciudad.

## Discografía

### Singles
| Caras A/B                                                                        | Número catálogo | fecha   |
|                                                                                  | Polydor         |         |
| Ich geh' so gern mit dir spazieren / Chico, mein kleiner Chico                   | 48139           | 7/1948  |
|                                                                                  | Telefunken      |         |
| Im Café de la Paix in Paris / Ich schenk dir ein Amulettchen                     | 10934           | 1950    |
| C'est si bon / Wie hoch ist der Himmel                                           | 11001           | 1952    |
| Mein kleines Herz / Sie sind kein Kavalier                                       | 11052           | 1952    |
| Spiel mir eine alte Melodie / Das ist nichts für kleine Mädchen                  | 11158           | 1953    |
| Denn ich bin verliebt / Wer war denn die Dame                                    | 11162           | 1953    |
| Eisbär-Song / Wunderbar                                                          | 11175           | 1953    |
| Ein Traum / Tausend und eine Nacht                                               | 11288           | 1953    |
| Herr Kaiser, Herr Kaiser / Hab' ein Herz frei und froh                           | 11384           | 1954    |
| Ein ganzes Leben lang / Ich möcht' mich verlieben                                | 11391           | 1954    |
| Blumen für die Dame / Tenderly                                                   | 11467           | 4/1954  |
| Rosen erblühten / Sei lieb zu mir                                                | 11491           | 1954    |
| Ich will deine Kameradin sein / Peterle                                          | 11643           | 1955    |
| Adi-Adios-Amigo / Ohne dich kann ich nicht sein (als Issy Pat)                   | 11715           | 1956    |
| Ich möchte Küssen / Ich hab dich so lieb                                         | 11725           | 12/1956 |
| Pst! Es soll ein Geheimnis sein / Oh, Jack (als Issy Pat)                        | 11766           | 1955    |
| Jasmin aus Santa Monica / Jonny, Jonny, Jonny (als Issy Pat)                     | 11782           | 10/1956 |
| Wenn du mich verläßt / Jasmin aus Santa Monica (als Issy Pat)                    | 11801           | 1956    |
| Weißer Holunder / Wenn wir uns wiederseh'n                                       | 11835           | 8/1956  |
| Unsere kleine Welt / Wann kommst du wieder                                       | 11905           | 1957    |
| Cindy, oh Cindy / Valentino                                                      | 11923           | 1957    |
| Du bist meine Heimat / Fahre mit mir in die Ferne                                | 11939           | 1957    |
|                                                                                  | Telefunken      |         |
| Ich möchte küssen / Warum gingst du ort (als Issy Pat)                           | 45725           |         |
| Wenn du mich verläßt / Jasmin aus Santa Monica (als Issy Pat)                    | 45777           | 10/1955 |
| Wer küßt mich / Du (als Issy Pat)                                                | 45817           |         |
| Ich sage dir Adieu / Die Fontänen von Rom                                        | 45901           | 3/1957  |
| Am silberblauen See / Leb' wohl komm bald zurück                                 | 45963           | 8/1957  |
| Liebst du mich / Wilde Rosen                                                     | 45972           | 10/1957 |
| Ich habe kein Glück / Weiße Möwe                                                 | 55045           | 6/1958  |
| Cuba-Cubaneros / Schön war'n die Tage der Rosen                                  | 55068           | 7/1958  |
| Suiya Baya / Frühling In Mallorca                                                | 55076           | 9/1958  |
| In Milano / Mein Caballero muß Don Pedro sein                                    | 55115           | 11/1958 |
| My Happiness / Ohne dich (& Christa Williams)                                    | 55137           | 3/1959  |
| Von der Liebe träumt der Mond /So schön müßt' es immer sein (& Silvio Francesco) | 55159           | 5/1959  |
| Eine Kette weißer Blüten / Gib mir dein Herz                                     | 55161           | 5/1959  |
| Komm' wir machen eine kleine Reise / Nachts in allen Straßen (& C.Williams)      | 55177           | 8/1959  |
| Kein Auto / My Sunny Boy (& Peter Frankenfeld)                                   | 55221           | 1/1960  |
| Bleib mir treu / Ich glaub’ an dich                                              | 55222           | 1/1960  |
| Das wird schön / Ein ganzes Jahr (& C.Williams)                                  | 55229           | 1960    |
| Komm zu mir für immer / Ein ganzes Leben lang                                    | 55258           | 7/1960  |
| Lied der Einsamkeit / Was wär das Leben ohne dich                                | 55271           | 10/1960 |
| Vaya Con Dios / Ein Kleines Haus (& C.Williams)                                  | 55290           | 1/1961  |
| Casanova aus Casablanca / Ich brauch’ dich                                       | 55305           | 2/1961  |
| Unter der Laterne / Am Strand der Sehnsucht                                      | 55322           | 5/1961  |
| Nur ein einsames Licht brennt im Hafen / Fern von der Heimat                     | 55363           | 7/1961  |
| Highland-Pipers-Doodle-Band / Jimmy Martinez                                     | 55403           | 2/1962  |
| Kookie (& Hans Clarin) / Es war Frühling                                         | 55470           | 10/1962 |
| Der Stern Der Liebe / Mister Capitano                                            | 55701           | 3/1963  |
| Rosen und Flieder / Die silberne Spieluhr                                        | 55733           | 8/1963  |
| Ein Chanson in der Nacht / Jedes Herz braucht Liebe                              | 55754           | 1/1964  |

### CD
| Título           | Sello             | fecha |
| Weißer Hollunder | Bear Family 15868 | 1995  |
| Jimmy Martinez   | Bear Family 15869 | 1995  |

## Filmografía
- 1953 : Skandal im Mädchenpensionat
- 1953 : Die drei falschen Tanten
- 1953 : Südliche Nächte
- 1953 : Schlagerparade
- 1954 : Das ideale Brautpaar
- 1954 : Hochstaplerin der Liebe
- 1955 : 08/15 – Im Krieg
- 1955 : Musik im Blut
- 1956 : Saison in Oberbayern
- 1957 : Liebe, wie die Frau sie wünscht
- 1958 : Meine Frau macht Musik (Gitta Lind canta para la actriz principal Lore Frisch)
- 1960 : Schlagerraketen – Festival der Herzen